# Нидерхельфеншвиль
Нидерхельфеншвиль (нем. Niederhelfenschwil) — коммуна в Швейцарии, в кантоне Санкт-Галлен.
Входит в состав округа Виль. Население составляет 2741 человек (на 31 декабря 2006 года). Официальный код — 3423.

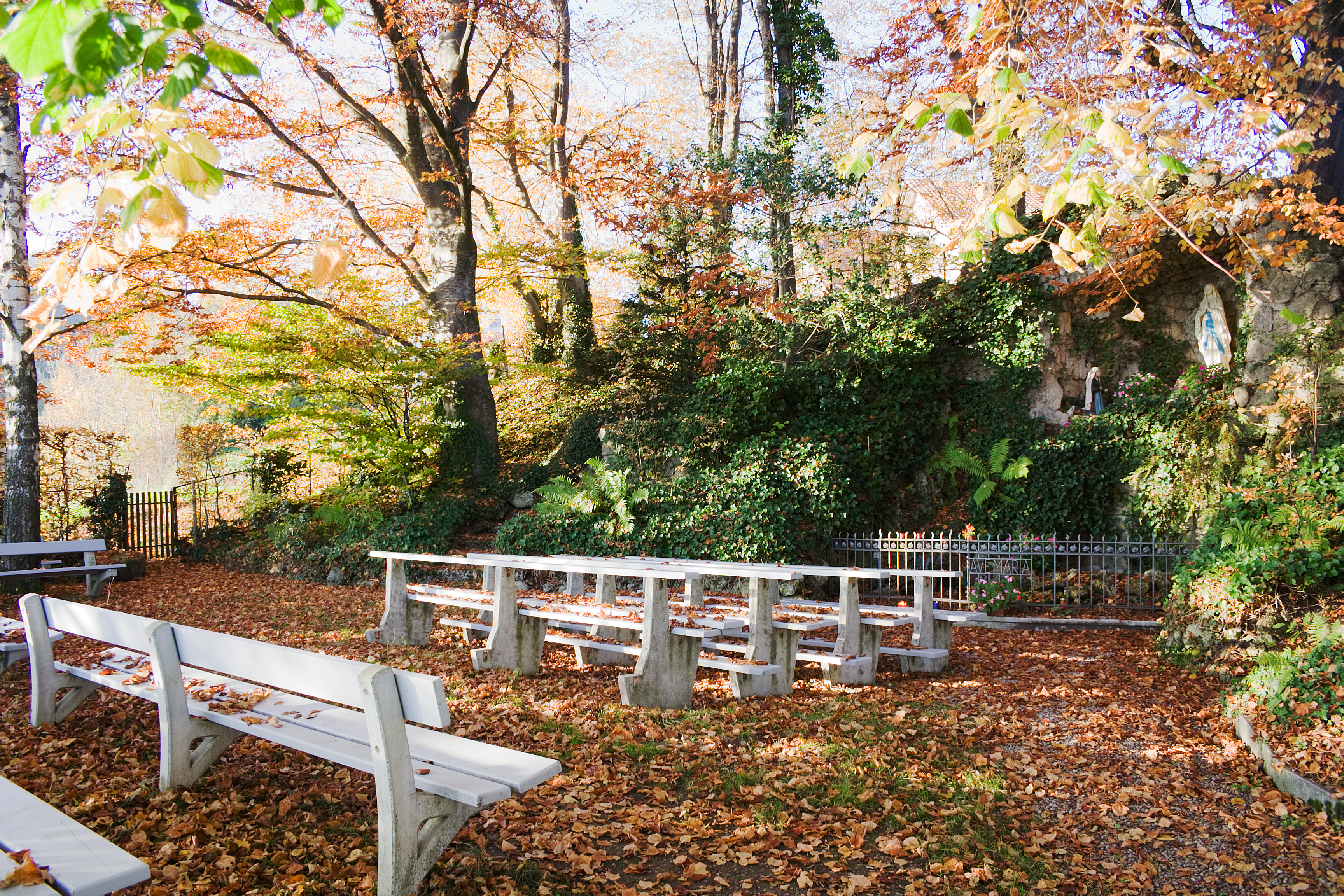
Замок